# Current Island (Canada)
Current Island (letterlijk "stromingseiland") is een onbewoond eiland van 1,15 km² dat deel uitmaakt van de Canadese provincie Newfoundland en Labrador. Het ligt in de Straat van Belle Isle aan de noordwestkust Newfoundland.

## Geografie
Current Island ligt zo'n 300 meter ten westen van Forresters Point, een kaap en dorp op het "vasteland" van Newfoundland. Forresters Point is de noordelijke kaap van Ste. Genevieve Bay, een relatief kleine baai aan de noordwestkust van het Great Northern Peninsula. Aangezien het net ten westen daarvan ligt, wordt het eiland geografisch niet tot Ste. Genevieve Bay maar tot de Straat van Belle Isle gerekend.
Het eiland is ruwweg Z-vormig en ligt net ten noorden van de vele kleine eilandjes van Ste. Genevieve Bay. Bij verre het grootste daarvan is Gooseberry Island (0,35 km²), dat 900 meter verder zuidwaarts ligt.